# Nuon Chea
Nuon Chea (khmer: នួន ជា), även känd som Long Bunruot (khmer: ឡុង ប៊ុនរត្ន), ursprungligen Lau Kim Korn, född 7 juli 1926 i Battambang-provinsen i Franska Indokina (i nuvarande Kambodja), död 4 augusti 2019 i Phnom Penh, var en sino-kambodjansk politiker, medlem i Kommunistpartiets ständiga utskott, vice generalsekreterare och chefsideolog för Röda khmererna. I det Demokratiska Kampuchea var han känd som "Broder nummer två". Han var den högste ännu levande före detta ledaren för Röda khmererna, efter Pol Pots död 1998. Vid en rättegång den 16 november 2018 dömdes han skyldig till folkmord på vietnameser.

## Biografi
Nuon Chea föddes av sino-kambodjanska föräldrar och utbildade sig först till jurist i Thailand, för att 1951 ansluta sig till Indokinesiska kommunistpartiet. Han fortsatte sedan i Kampucheas kommunistparti, mer känt som Röda khmererna, i vilket han gjorde en snabb karriär för att under Röda khmerernas styre 1975 till 1979 vara Pol Pots närmaste man.
Tillsammans med andra höga före detta Röda khmerledare överlämnade Nuon Chea sig i december 1998 till de kambodjanska myndigheterna efter förhandlingar. Premiärminister Hun Sen beslöt att, trots omfattande dokumentation av Nuon Cheas roll i de brott mot de mänskliga rättigheterna som ägt rum under kommuniststyret, inte väcka åtal. Chea kunde därmed leva som en fri man i sitt hem i Pailin, nära gränsen till Thailand, fram till den 19 september 2007. Han greps då och fördes till Phnom Penh där han ska ställas inför rätta vid Internationella domstolen i Kambodja. Den 7 augusti 2014 dömdes Chea till fängelse på livstid.